# John Davies
John Davies (Nueva Zelanda, 25 de mayo de 1938-21 de julio de 2003) fue un atleta neozelandés, especializado en la prueba de 1500 m en la que llegó a ser medallista de bronce olímpico en 1964.

## Carrera deportiva
En los JJ. OO. de Tokio 1964 ganó la medalla de bronce en los 1500 metros, con un tiempo de 3:39.6 segundos, llegando a meta tras su paisano Peter Snell (oro) y el checoslovaco Josef Odložil (plata).